# Don Kihot (balet)
Don Kihot (rus. Дон Кихот) je klasični balet v treh dejanjih (sedmih slikah) s prologom skladatelja Ludwiga Minkusa in libretista - koreografa Mariusa Petipaja. Libreto je spisan po motivih istoimenskega znamenitega Cervantesovega romana. Krstna predstava je bila v Velikem gledališču v Moskvi 26. decembra leta 1869. Balet je kasneje doživel še nekaj redakcij - leta 1871 je bil razširjen na pet dejanj z epilogom, leta 1900 je koreograf Aleksander Aleksejevič Gorski delu dodal španske plese.
Baletni ansambel ljubljanske Opere je balet prvič uprizoril oktobra 1994, drugič februarja 2006, zadnjič pa aprila 2014.

## Plesne vloge
- Don Kihot, popotni vitez
- Sančo Pansa, njegov oproda
- Kitri, lepotica
- Lorenzo, gostilničar in Kitrijin oče
- Basil, brivec, zaljubljen v Kitri
- Mercedes
- Espada
- Kraljica nimf
- Amor
- Gamache, nesojeni Kitrijin mož
- cigani, kmetje, meščani, toreadorji, nimfe ...

## Vsebina

### Prolog
Knjižnica. 
Don Kihot bere knjigo o hrabrem vitezu in lepi princesi ter sanja o svoji izvoljenki, lepi Dulcineji. Na vratih njegovega balkona se prikaže senca – obris ženske postave. Don Kihot začuti, da je za njegovim hrbtom Dulcineja. Vstane in se s knjigo v roki zagleda v svoj ideal. 
V sobo stopi oproda Sančo Pansa in prekine gospodarjevo sanjarjenje. Don Kihot ga nažene, potem pa se spet vrne v sanjarjenje. Dulcineja odide skozi balkonska vrata in don Kihot pokliče Sanča Panso. Vzame ga s seboj na pot, na katero ga je povabila Dulcineja. 

### Prvo dejanje
Barcelonski trg. 
Brivec Basil je zaljubljen v gostilničarjevo hčer Kitri. Njen oče pa namerava hčer poročiti z Gamachem, enem izmed najbogatejših mož v mestu. Kitri pa očetove volje ne želi spoštovati.  
Prispejo toreadorji in ljudstvo jih navdušeno pozdravi. Njihov ples prekine prihod Sanča Panse in don Kihota. Kitri očara viteza, ki je prepričan, da je našel svojo Dulcinejo.
Kitri in Basil zbežita pred Lorenzom in Gamachem, slednja pa jima sledita. Za njimi pa se odpravita še vitez in njegov oproda.

### Drugo dejanje
Ciganski tabor.
Basil in Kitri se zatečeta k ciganom. Tjakaj pride tudi don Kihot in se pokloni njihovemu vodji kakor da je ta kralj. Basil in Kitri zaprosita don Kihota pomoči. Odloči se, da ju bo zaščitil. 
V lepi ciganki ponovno zagleda don Kihot svojo Dulcinejo, kmalu pa ugotovi, da so jo ujeli velikani. Pripravi se na spopad, saj namerava rešiti svojo izvoljenko. Zapiha veter, ki razžene cigane. Ti z začudenjem opazujejo viteza, ki maha z mečem po zraku. Tudi Sančo Pansa mu zaman dopoveduje, da se spopada z mlini na veter. Don Kihota bitka z velikani povsem izčrpa. 
V sanjarjenju se mu prikaže idealen svet. Dulcineja se pojavi v družbi lepotic in samega Amorja. Ko se don Kihot prebudi, ugotovi, da je sredi gozda in sam. K sreči se k njemu vrne Sančo Pansa. 

### Tretje dejanje
Krčma. 
Vsi plešejo in se kratkočasijo. Don Kihot še vedno išče Dulcinejo, Lorenzo in Gamache iščeta Kitri. Basil se odloči za zvijačo in uprizori samomor. Don Kihot prisili Lorenza, da blagoslovi poroko svoje hčere z Basilom. Basil in Kitri sedaj lahko odplešeta svoj véliki pas de deux. Kitri svojemu dobrotniku v zahvalo vrže rdeči cvet. Vitez don Kihot je opravil svoje poslanstvo. Spet se mu prikaže Dulcineja, ki pobere rožo in ga pozove, naj ji sledi. 
Sanjarjenje se lahko nadaljuje ... 

## Glasbeni primer
- [mrtva povezava] balet v izvedbi pariške Opere